# The House with Closed Shutters
The House with Closed Shutters er en amerikansk stumfilm fra 1910 af D. W. Griffith.

## Medvirkende
- Henry B. Walthall som Charles Randolph.
- Dorothy West som Agnes Randolph.
- Grace Henderson.
- William J. Butler.